# Laakajärven metsät ja suot sekä Suurisuo
Laakajärven metsät ja suot sekä Suurisuo este o arie protejată (arie specială de conservare — SAC, sit de importanță comunitară — SCI) din Finlanda întinsă pe o suprafață de 268 ha, integral pe uscat.

## Localizare
Centrul sitului Laakajärven metsät ja suot sekä Suurisuo este situat la coordonatele 63°52′41″N 27°44′49″E / 63.8781°N 27.7469°E.

## Înființare
Situl Laakajärven metsät ja suot sekä Suurisuo a fost declarat sit de importanță comunitară în august 1998 pentru a proteja 1 specie de animale. Situl a fost protejat și ca arie specială de conservare în aprilie 2015.

## Biodiversitate
Situată în ecoregiunea boreală, aria protejată conține 5 habitate naturale: Lacuri și iazuri distrofice naturale, Izvoare fino-scandinave și mlaștini produse de izvoare bogate în minerale, Turbării Aapa, Taiga vestică, Mlaștini împădurite.
La baza desemnării sitului se află o specie protejată de  mamifere: veveriță zburătoare siberiană (Pteromys volans).
Pe lângă speciile protejate, pe teritoriul sitului au mai fost identificate 16 specii de păsări, 2 specii de pești.